# Gabriel Llopart
Gabriel Llopart Font (Barcelona, 18 de abril de 1920 - Madrid, 26 de marzo de 1993) fue un actor español.

## Biografía
Hijo de Pau Llopart y Rosa Font Rovira, nació y creció en Sant Vicenç dels Horts, donde representó obras de teatro amateur en el Centre Catòlic.
Comienza a trabajar en el mundo del teatro a principios de los años cuarenta, en la compañía de los que se dieron en llamar Los Cuatro Ases (Concha Catalá, Carmen Carbonell, Antonio Vico y Manuel González). Durante décadas trabajaría a las órdenes de directores como Cayetano Luca de Tena, José Luis Alonso o José Tamayo e interpretó obras de Antonio Buero Vallejo (del que estrenó varias piezas), Ramón María del Valle-Inclán, Federico García Lorca, Oscar Wilde o Luigi Pirandello.
Su paso por el cine fue quizá menos destacado. Aun así, rodó más de una treintena de títulos. Su rostro se hizo especialmente conocido entre el público español gracias a sus continuas apariciones en televisión, interpretando decenas de personajes en espacios dramáticos de la época, como Estudio 1 o Novela.

## Premios
- Medalla de Oro de Valladolid (1972).

## Trayectoria

### Teatro (selección)
- Historia de una escalera (1949).
- Veinte y cuarenta (1951).
- Celos del aire (1950).
- El villano en su rincón (1950).
- El gran minué (1950).
- Llama un inspector (1951).
- Entre bobos anda el juego (1951), de Francisco de Rojas Zorrilla.[1]
- Ruy Blas (1952), de Victor Hugo.[2]
- El alcalde de Zalamea (1952).
- Don José, Pepe y Pepito (1952).
- Casi un cuento de hadas (1953).
- Madrugada (1953).
- La importancia de llamarse Ernesto (1953).[3]
- La desconcertante señora Savage (1959).
- La boda de la chica (1960).
- Las Meninas (1960).[4]
- La viuda valenciana (1960).
- Doña Clarines (1962).
- Proceso al arzobispo Carranza (1964).
- Ardele o la Margarita (1964).
- Intermezzo (1965).
- El poder (1965).[5]
- Los siete infantes de Lara (1966).[6]
- Noviembre y un poco de hierba (1967).
- Corona de amor y muerte (1966).
- Primavera en la Plaza de París (1968).
- Divinas palabras (1969).
- Romance de lobos (1970).
- El círculo de tiza caucasiano (1971).
- Dulcinea (1972).
- Los caciques (1972).
- Misericordia (1972).
- Las tres hermanas (1973).
- Doña Rosita la soltera (1980).
- El cementerio de los pájaros (1982).
- Celos del aire.
- Hay una luz sobre la cama.
- Misericordia.
- El poder y la gloria.
- El hombre, la bestia y la virtud.

### Cine
| - El Lute II: mañana seré libre (1988). - Jarrapellejos (1988). - Redondela (1987). - Romanza final (1986). - Aquella casa en las afueras (1980). - El acto (1979). - Arriba Hazaña (1978). - La menor (1976). - Retrato de familia (1976). - Novios de la muerte (1975). - La duda (1972). - Los amores de Don Juan (1971). - El hombre que se quiso matar (1970). - ¿Quién soy yo? (1970). - Juicio de faldas (1969). - El paraíso ortopédico (1969). - La cesta (1965). | - Isidro el labrador (1964). - La chica del gato (1964). - El señor de La Salle (1964). - La araña negra (1963). - Una tal Dulcinea (1963). - La viudita naviera (1962). - Mentirosa (1962). - Terror en la noche (1962). - Festival en Benidorm (1961). - Ventolera (1961). - Historia de un hombre (1961). - Las chicas de la Cruz Roja (1958). - Bajo el cielo de España (1953). - Hermano menor (1953). - Catalina de Inglaterra (1951). - Mary Juana (1940). |

### Televisión
| - Miguel Servet, la sangre y la ceniza - Entre París y Lyon (15 de marzo de 1989). - Página de sucesos - Carta de Stuttgart (8 de noviembre de 1985). - La huella del crimen - Las envenenadas de Valencia (12 de abril de 1985). - La máscara negra - Una bala en el camino (30 de septiembre de 1982). - Teatro breve - A morir que son dos días (7 de junio de 1981). - La barraca (1979). - Curro Jiménez - La leyenda de Zacarías Mendoza (19 de junio de 1977). - Mujeres insólitas - El ángel atosigador (1 de febrero de 1977). - La segunda señora Tudor (8 de febrero de 1977). - La reina después de muerta (8 de marzo de 1977). - La reina loca de amor (15 de marzo de 1977). - La viuda roja (22 de marzo de 1977). - El teatro - Los caciques (26 de abril de 1976). - El quinto jinete - La familia Vourdalak (20 de octubre de 1975). - Los pintores del Prado - Goya: La impaciencia (10 de julio de 1974). - Hora once - Doble error (28 de enero de 1974). - Historias de Juan Español - Juan Español y Lolita (1 de octubre de 1973). | - Estudio 1 - Todo sea para bien (10 de junio de 1969). - Catalina de Aragón (22 de julio de 1969). - El concierto de San Ovidio (19 de enero de 1973). - El ladrón (5 de octubre de 1973). - Al César lo que es del César (26 de octubre de 1973). - El precio (1 de febrero de 1974). - Mirando hacia atrás con ira (5 de marzo de 1974). - Los caciques (26 de abril de 1976). - Rosas de otoño (7 de marzo de 1979). - Celos del aire (25 de abril de 1979). - Un drama nuevo (23 de mayo de 1979). - Mesas separadas (23 de septiembre de 1979). - La pequeña comedia - Llamada a medianoche (3 de octubre de 1966). - Diego Acevedo - La conjura de los artilleros (1 de enero de 1966). - Novela - Lluvia de verano (17 de febrero de 1964). - Cristina Guzmán (7 de febrero de 1966). - El rey sabio (30 de marzo de 1970). - Los enemigos (18 de febrero de 1974). - La hija del mar (9 de febrero de 1976). - Desenlace en Montlleó (24 de enero de 1977). - El clavo (24 de abril de 1978). - Marta y María (1 de mayo de 1978). - La duquesa de Langeais (25 de diciembre de 1978). - Primera fila - Arsénico y encaje antiguo (4 de febrero de 1964). - Sospecha - Callejón en el Soho (23 de julio de 1963). - Una taza de té (17 de septiembre de 1963). |